# Boiserie

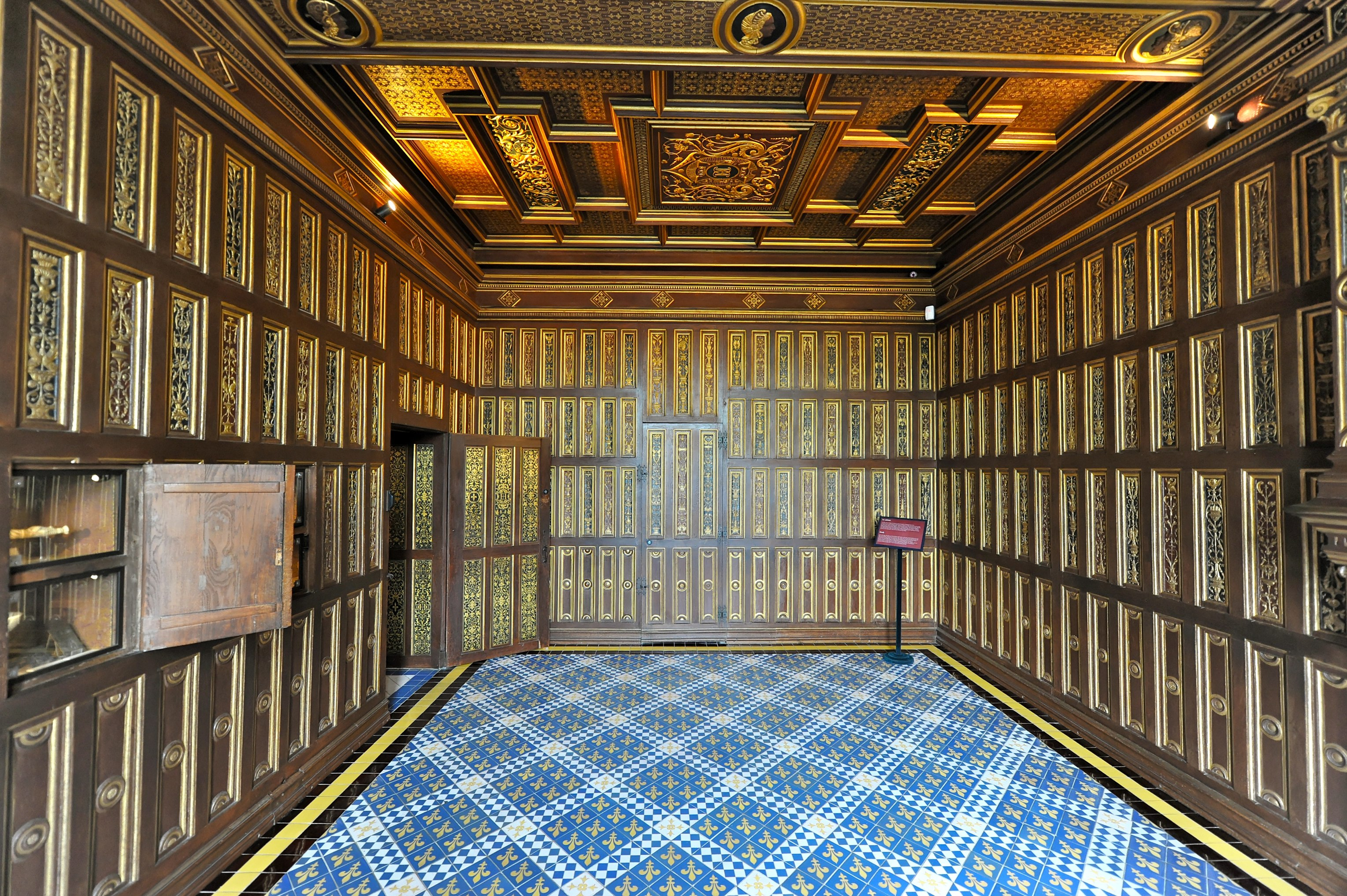
Château de Blois - Studiolo

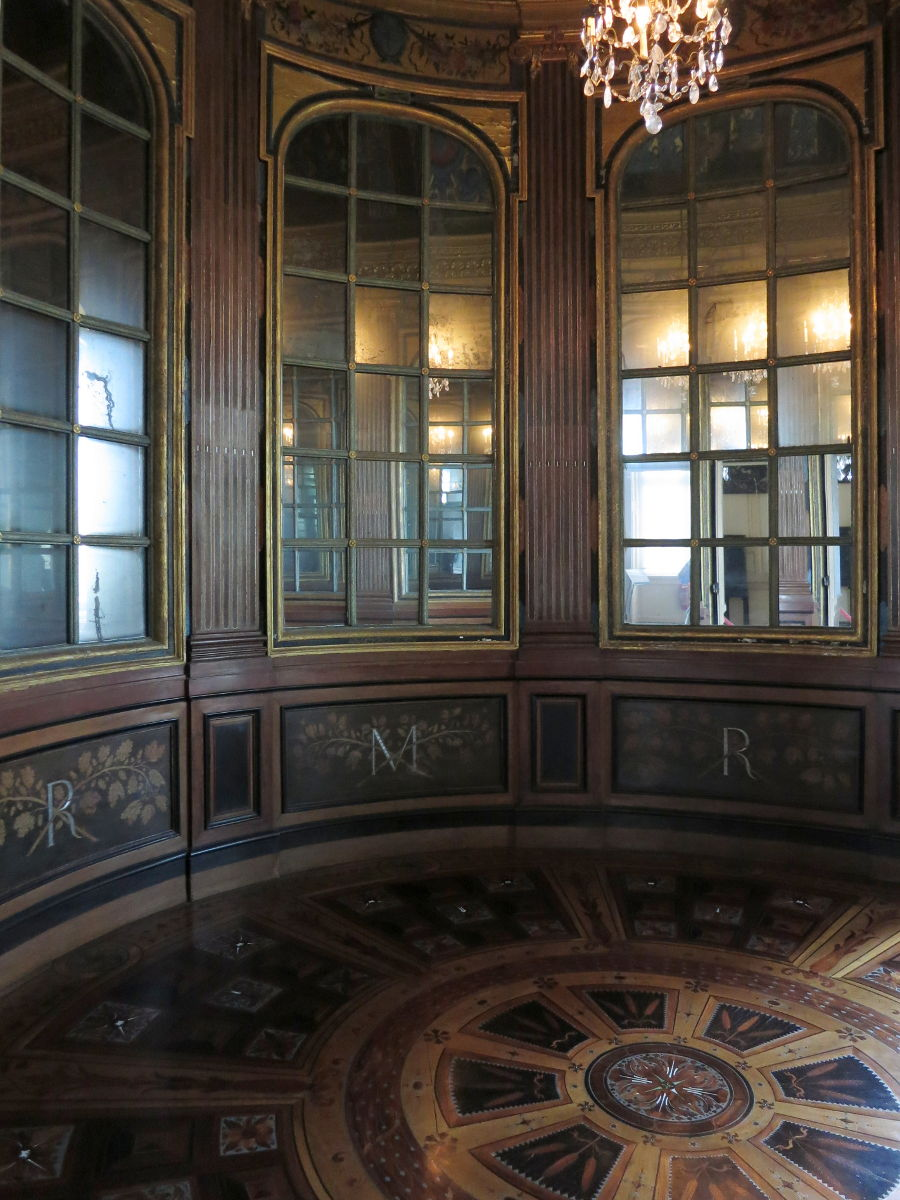
Château de Maisons-Laffitte. Cabinet aux miroirs

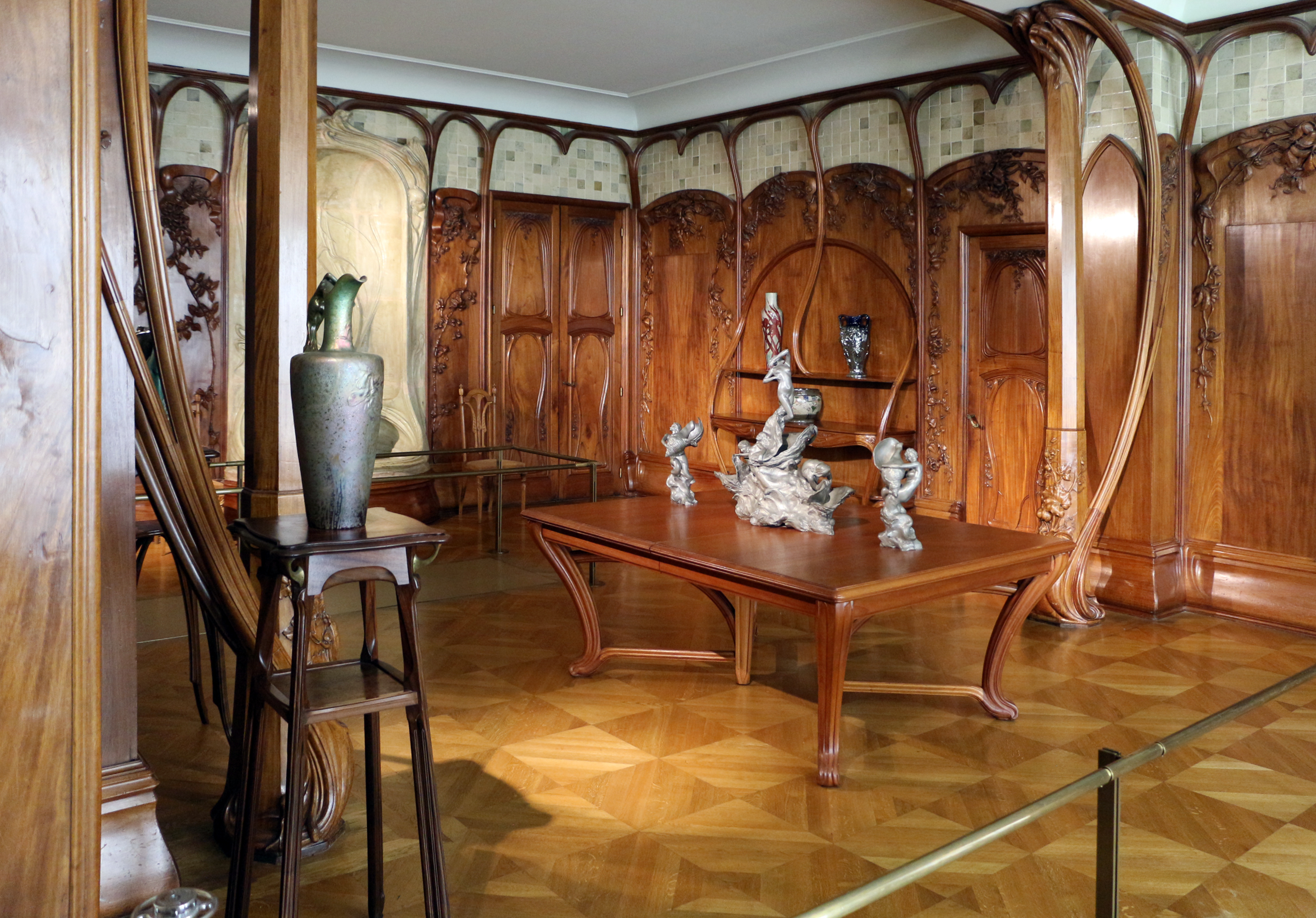
Salle à manger par Alexandre Charpentier (musée d'Orsay) (1900-1901)

La boiserie est un ouvrage de menuiserie recouvrant les murs intérieurs d'un édifice.  Ouvrage formé de bâtis, panneaux, plinthes et cimaises, pour revêtir les murs de lambris. Ce travail constitue une branche de l'art décoratif. 

## Histoire
La première boiserie provient  probablement d'Égypte ancienne, elle a été utilisée par les pharaons pour décorer leurs palais.
Il faut peut-être chercher dans les stalles ou certains chancels des édifices religieux, l'origine des boiseries des édifices civils. Les boiseries du chancel de la chapelle haute du château de Gaillon, vers 1513, conservées au château d'Écouen sont un exemple remarquable.

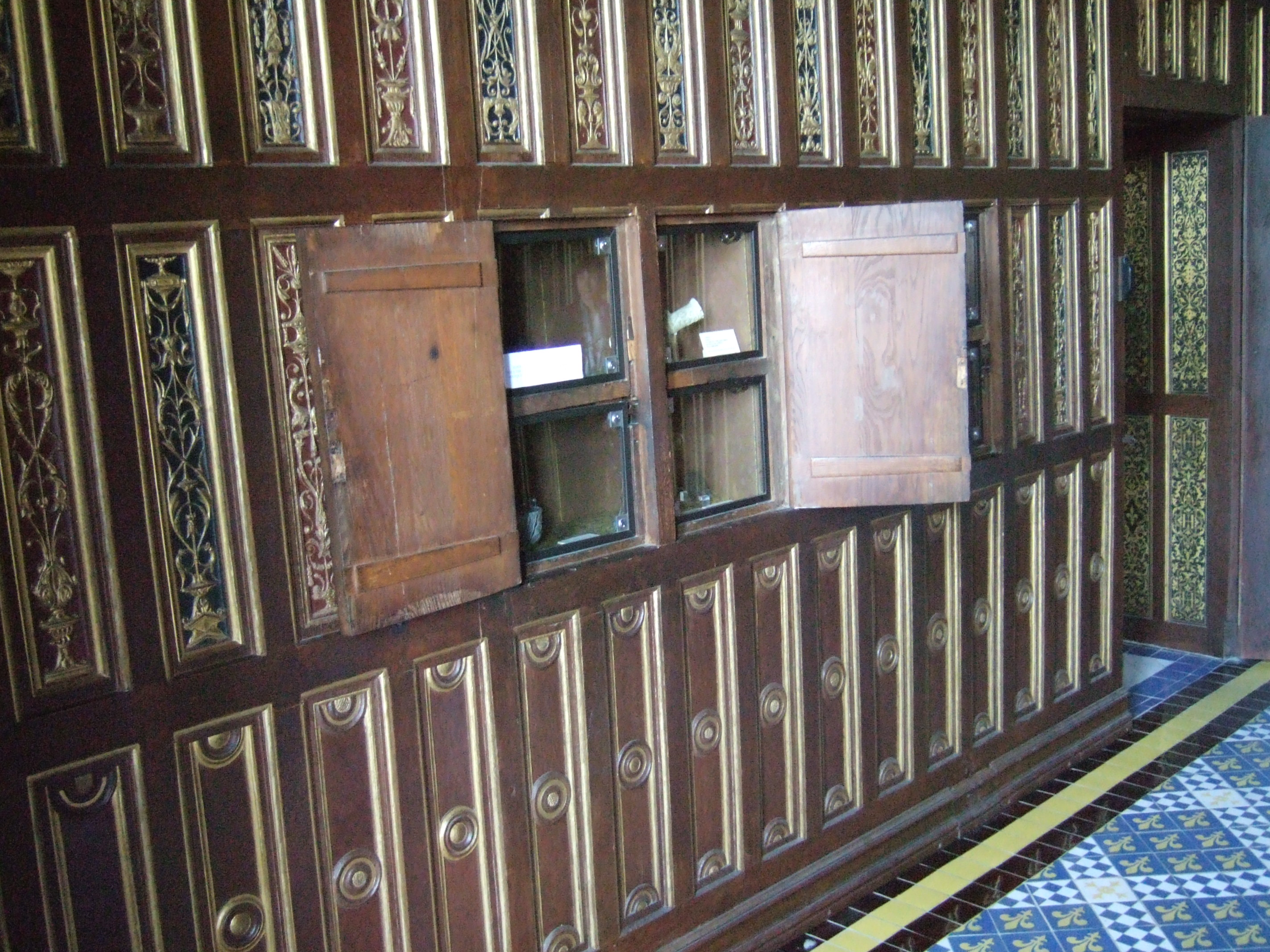
Château de Blois, chambre des secrets.

Dans les châteaux se ménagent progressivement des cabinets de retraite ou de curiosité, en Italie des studioli richement boisés. L'usage se prolonge à la Renaissance, comme on peut le voir au château de Blois, dans le cabinet de François Ier vers 1520.
On peut supposer que ces boiseries jouaient un rôle important dans l'isolation thermique, comme avaient pu le faire aussi les tapisseries. L'effet de paroi froide en est considérablement atténué, même en l'absence d'isolation, au sens moderne du terme. Une amélioration de l'acoustique des pièces devait être aussi recherchée.
La boiserie a été largement utilisée pour décorer les plus grands palais européens, comme Versailles (France), château de Laeken (Belgique), palais de Buckingham (Royaume-Uni), château de Schönbrunn (Autriche), Ermitage (Russie), etc.
Elles ont été l’œuvre d'ornemanistes architectes et d'ébénistes-menuisiers réputés. Pour les ornemaniste et architectes, citons Charles Le Brun, Jules Hardouin-Mansart, Jean Le Pautre, Pierre Le Pautre; Pierre Cailleteau dit « Lassurance », Jean-Baptiste Leroux, Robert de Cotte, Nicolas Pineau, etc. Pour les artisans citons Jacques Verbeckt, André Legoupil, Jules Degoullons, François Roumier, Jules Antoine Rousseau, Jean-Baptiste Chapuis, etc.
Les boiseries pour les appartements d'été, les tapisseries pour les appartements d'hiver diminuent dès le règne de Louis XVI et font place aux papiers de tenture comme le témoigne la destruction de la manufacture de Réveillon en 1789. En 1801, depuis longtemps, on ne fait plus d'appartements en boiserie si ce n'est au rez-de-chaussée, pour en bannir l'humidité, et depuis longtemps encore, les tentures en papiers qu'on voulait garder de l'humidité des murs, étaient sur des toiles tendues par des porte-tapisseries.
Le mouvement Art nouveau les remettra au goût du jour en leur donnant une nouvelle interprétation. Le mouvement moderne, lui, bannira tout ornement.

## Texte sur les boiseries

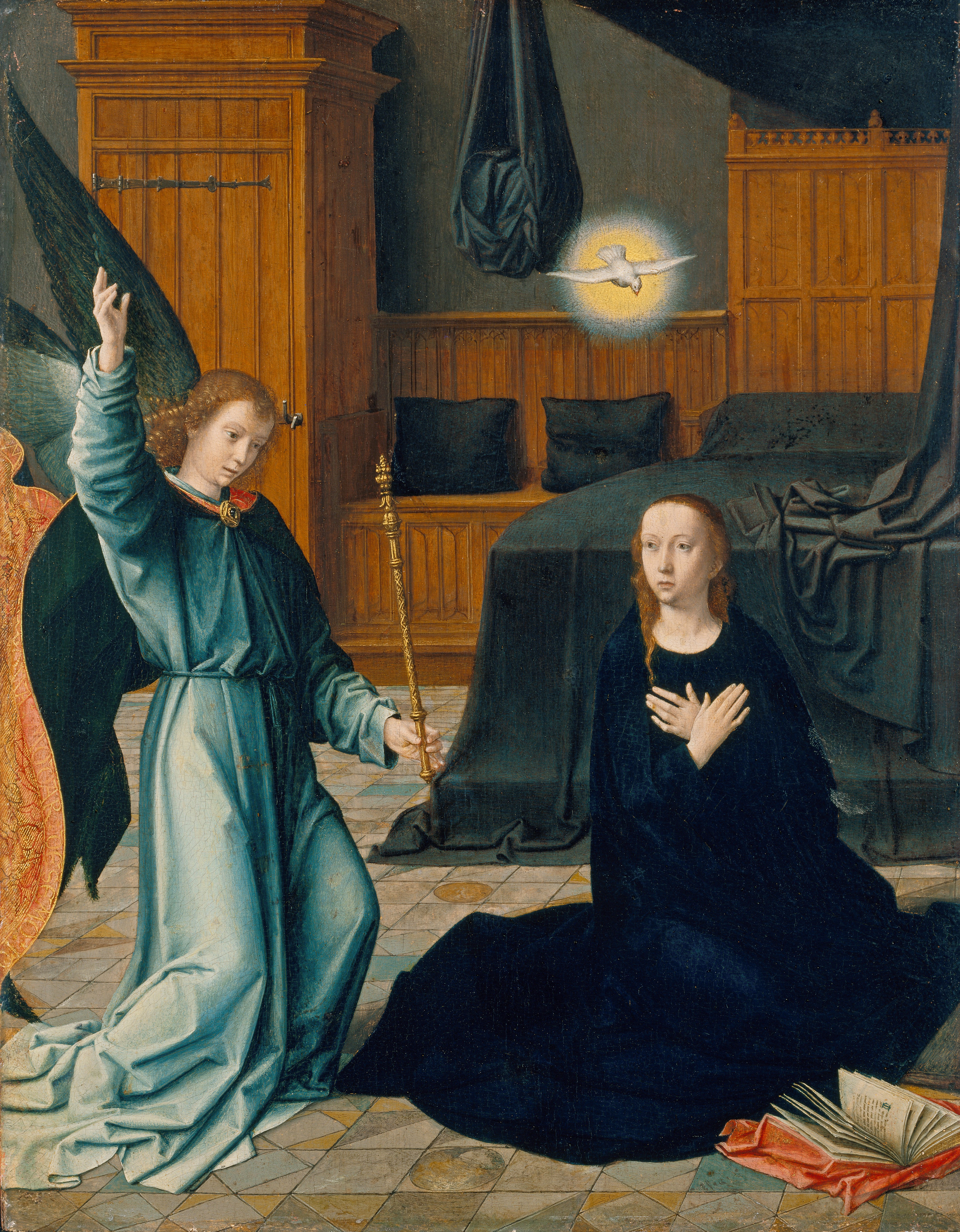
Gérard David. L'annonciation. Vers 1520

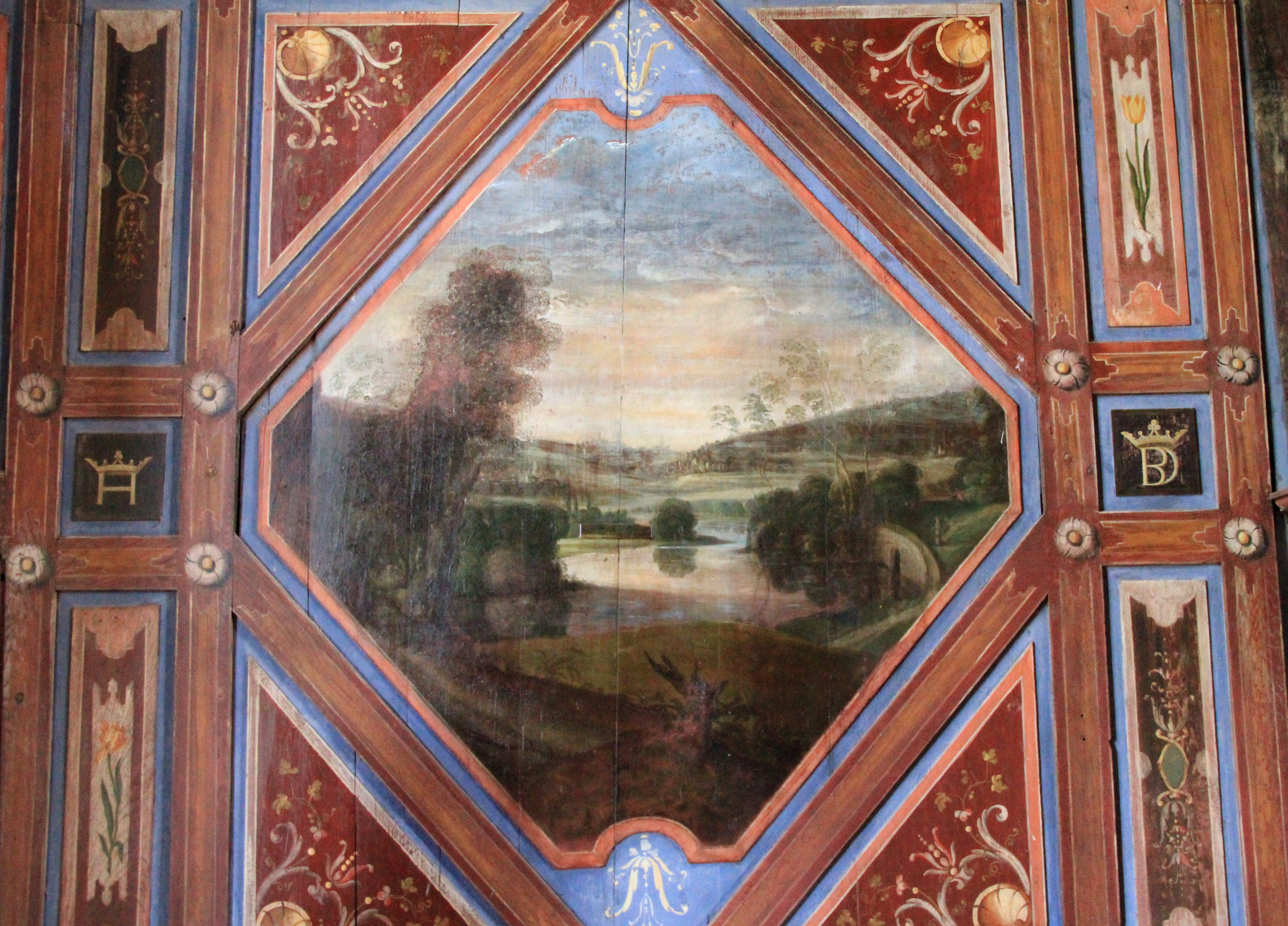
château de Cormatin. Détail de boiserie peinte

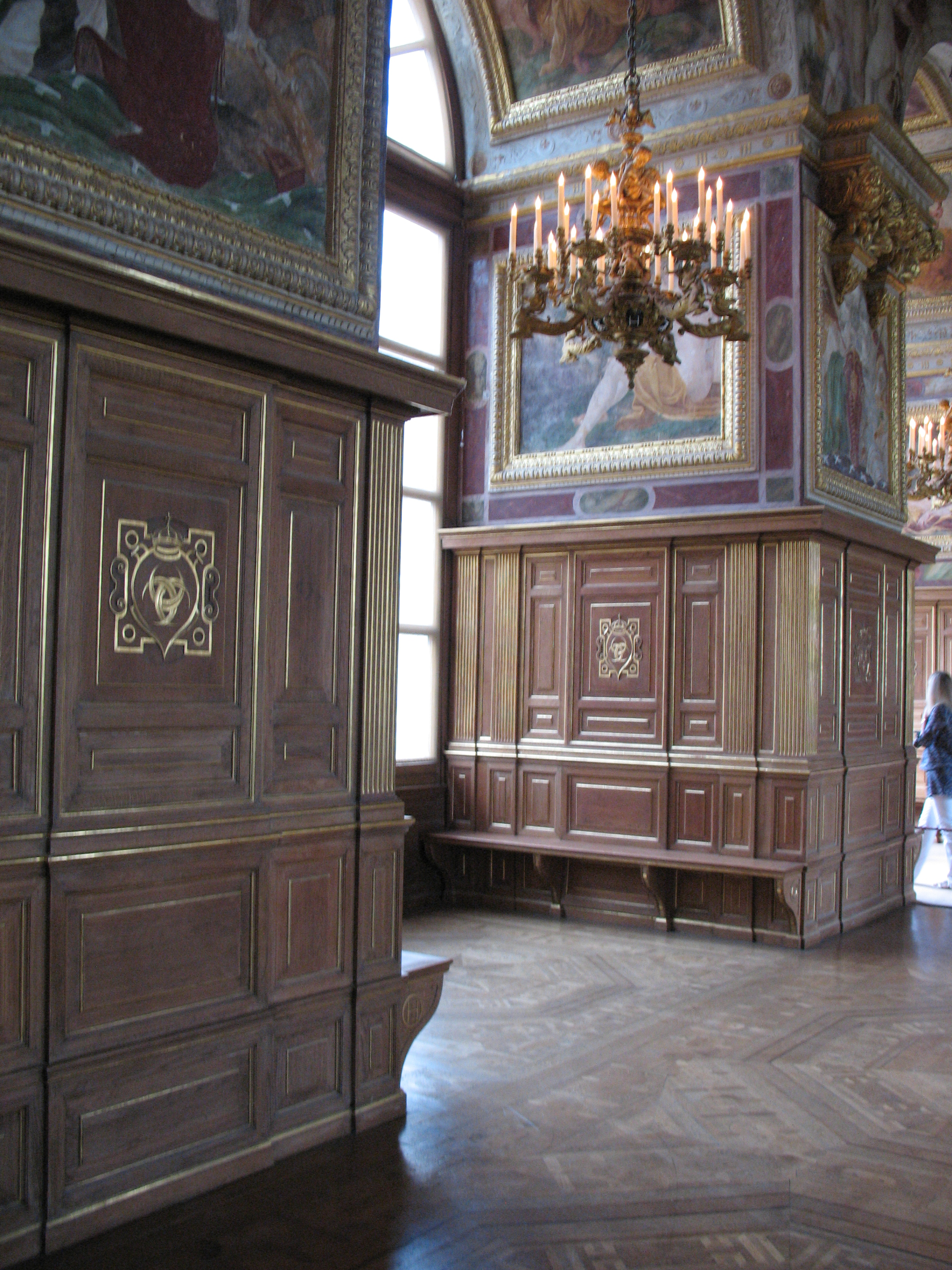
Château de Fontainebleau. Boiseries

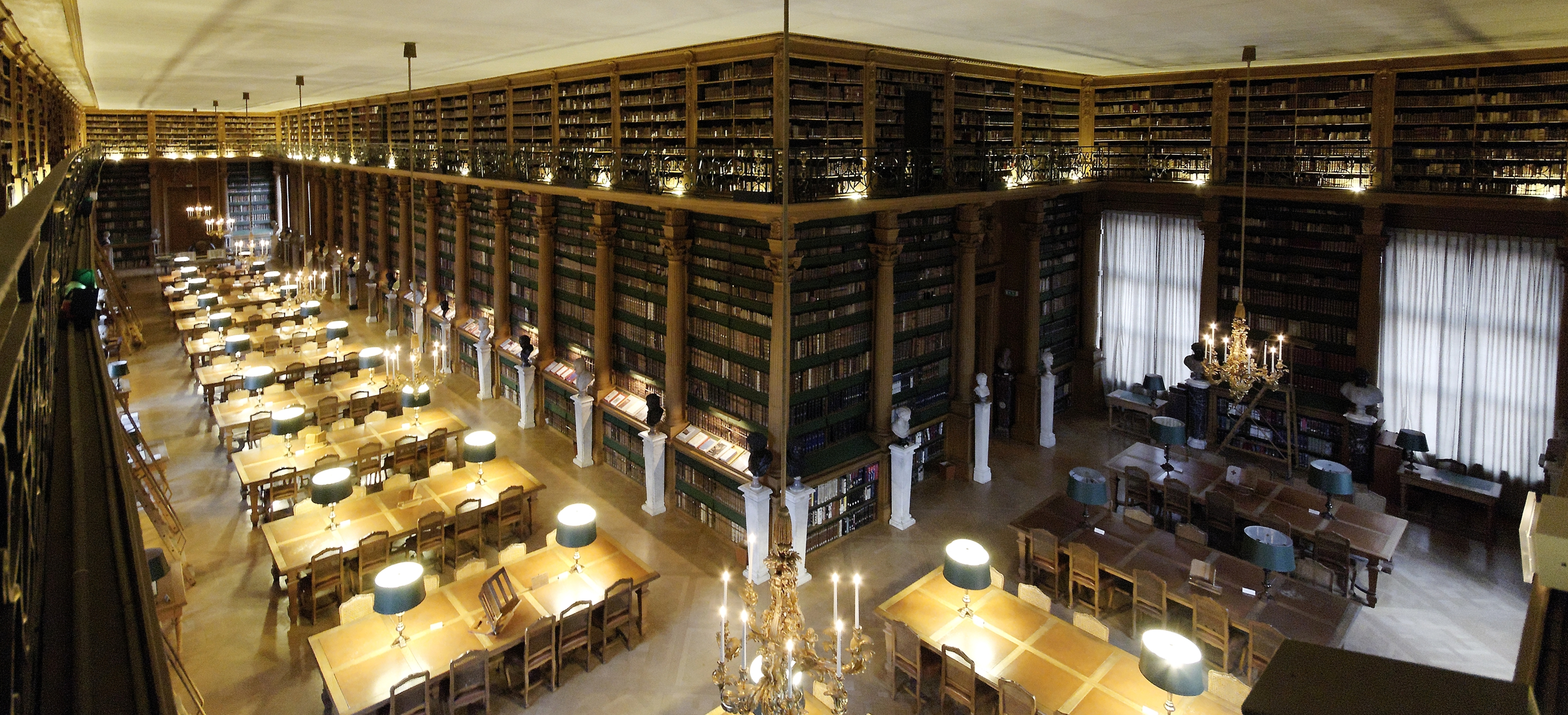
Bibliothèque Mazarine. Salle de lecture de la Bibliothèque (2010)

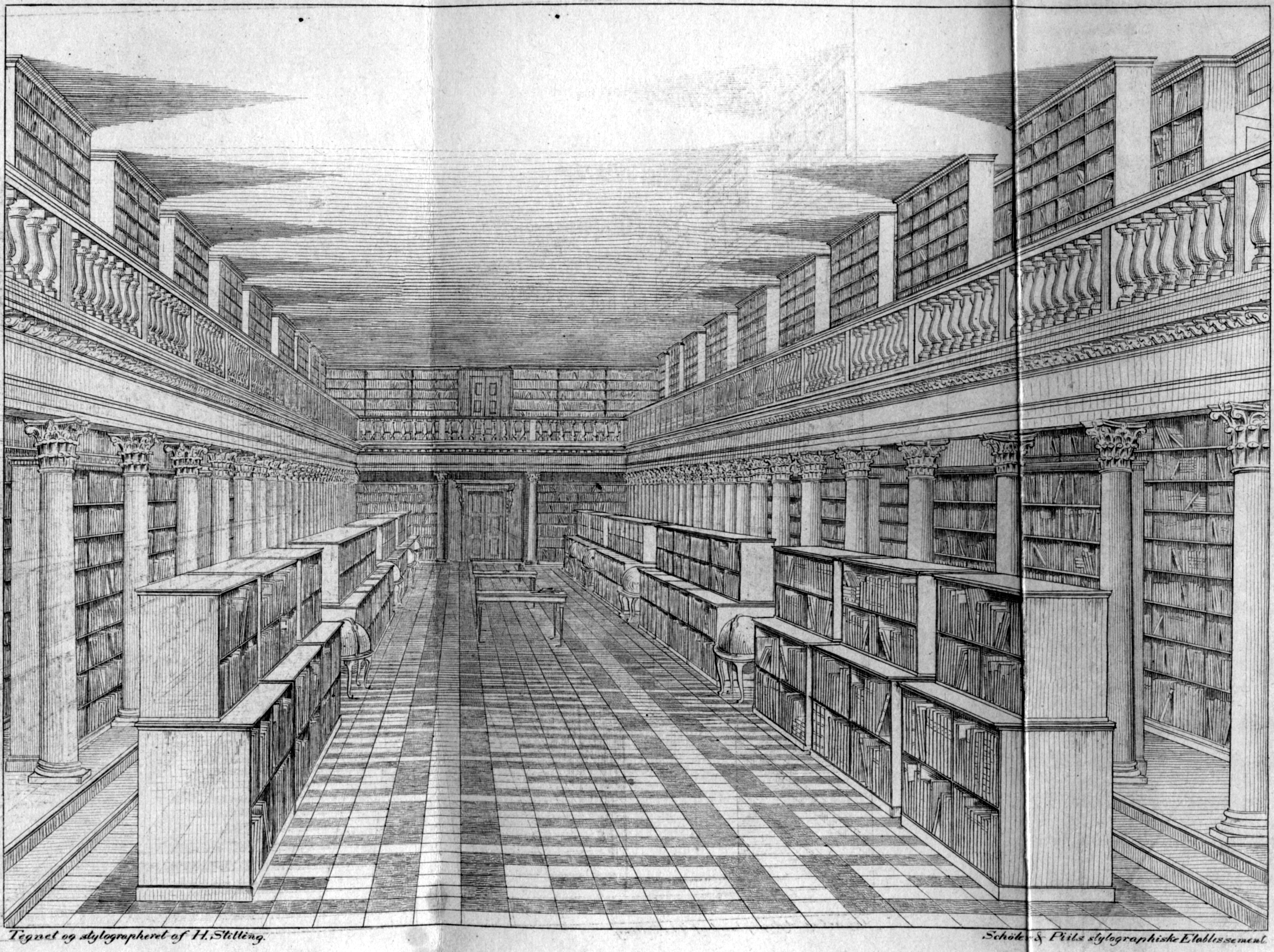
Bibliothèque royale de Copenhague

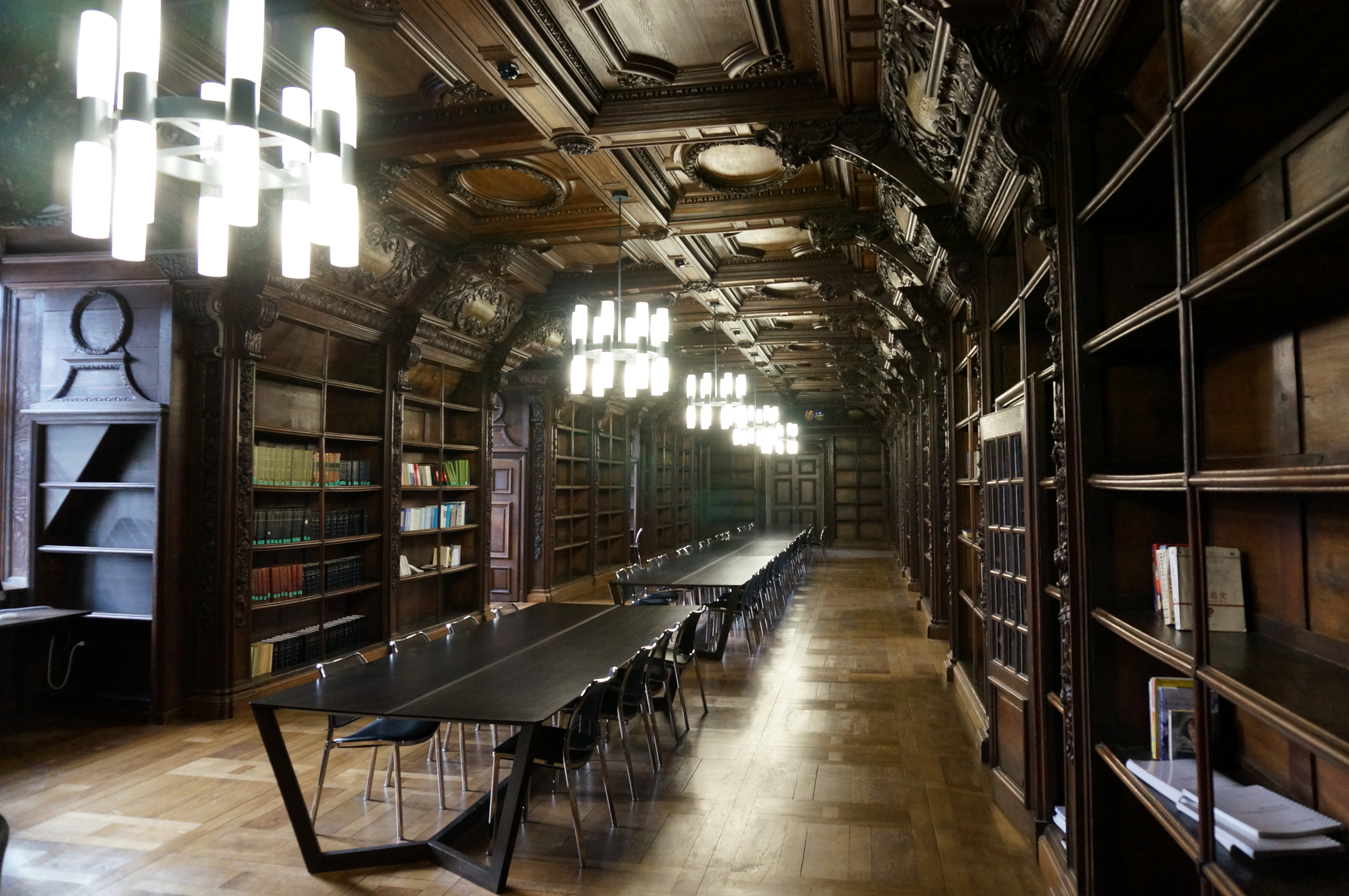
Collège des Jésuites de Reims. Bibliothèque. 1678

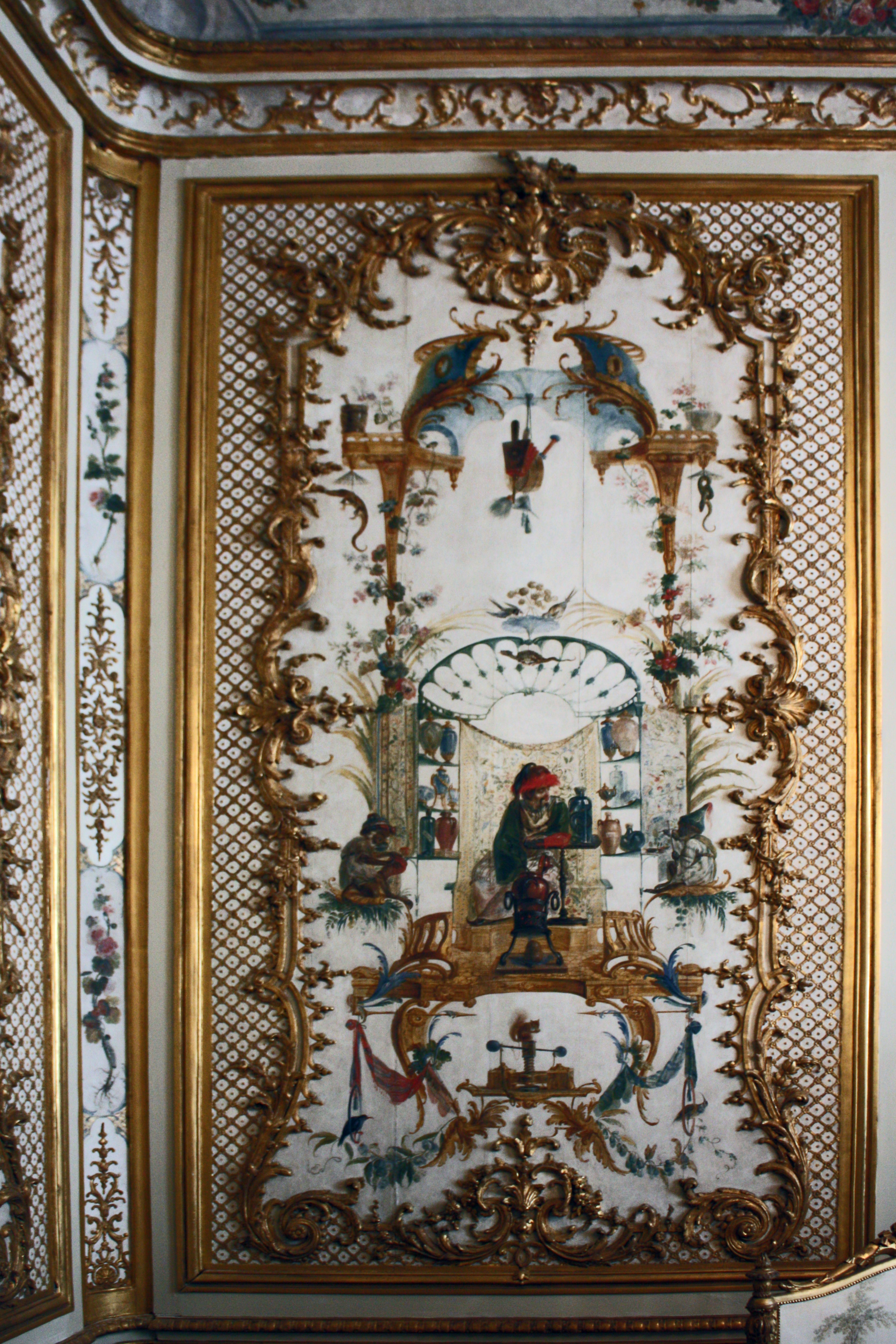
Christophe Huet. Château de Chantilly-Le Grande Singerie-Allégorie de l'alchimie

## Galerie

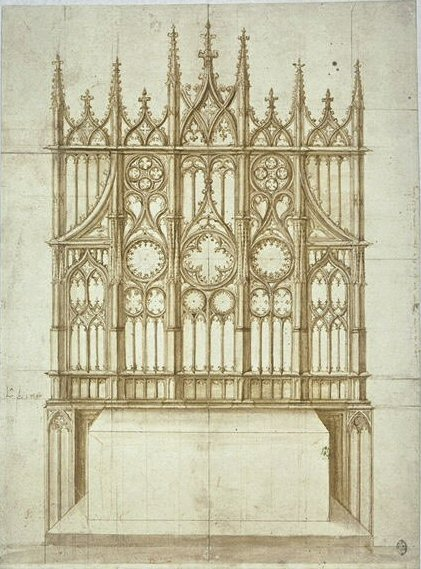
Pisanello - Codex Vallardi XVe siècle
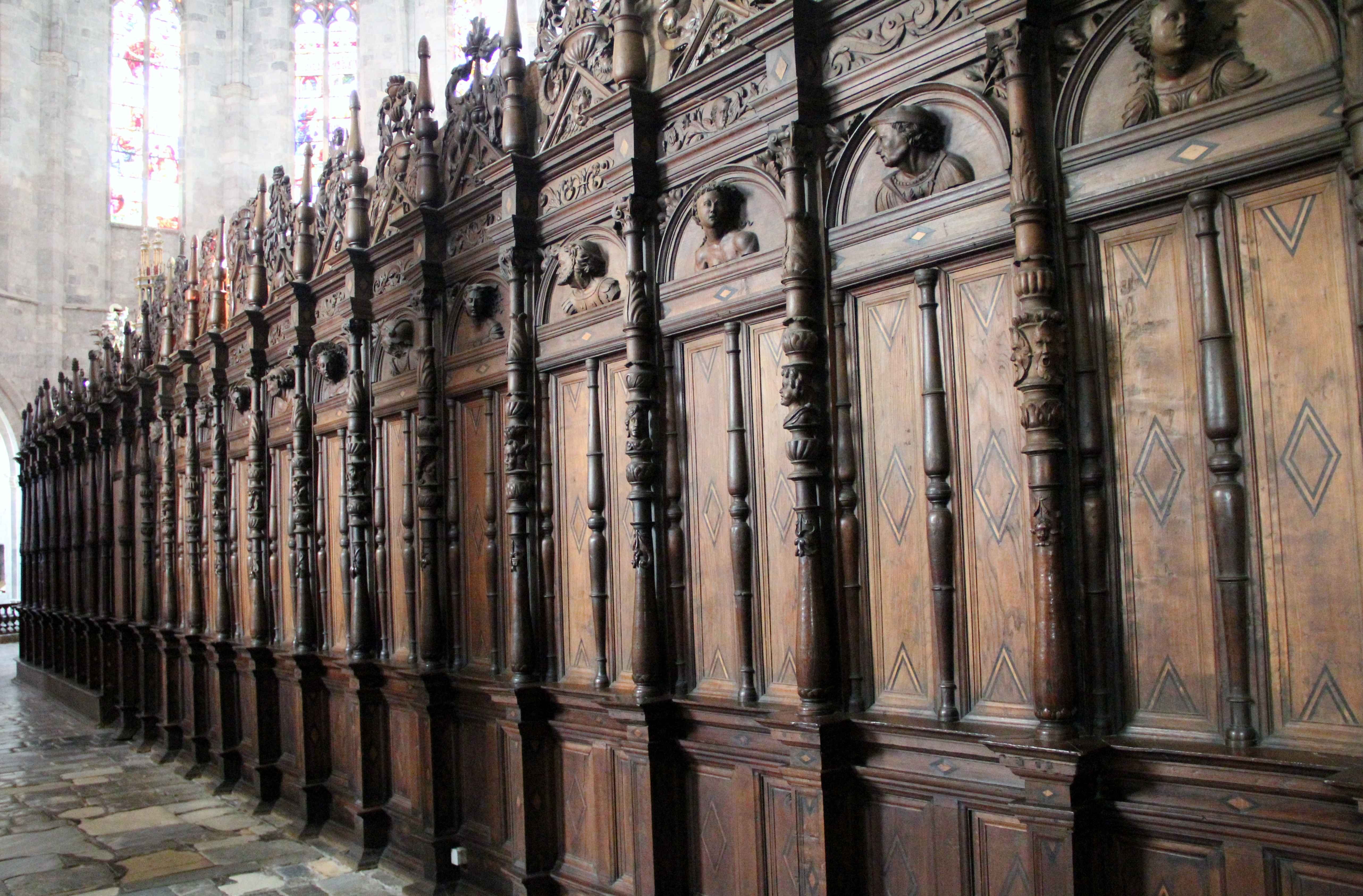
Cathédrale Notre-Dame de Saint-Bertrand-de-Comminges. Chancel en boiserie travaillée
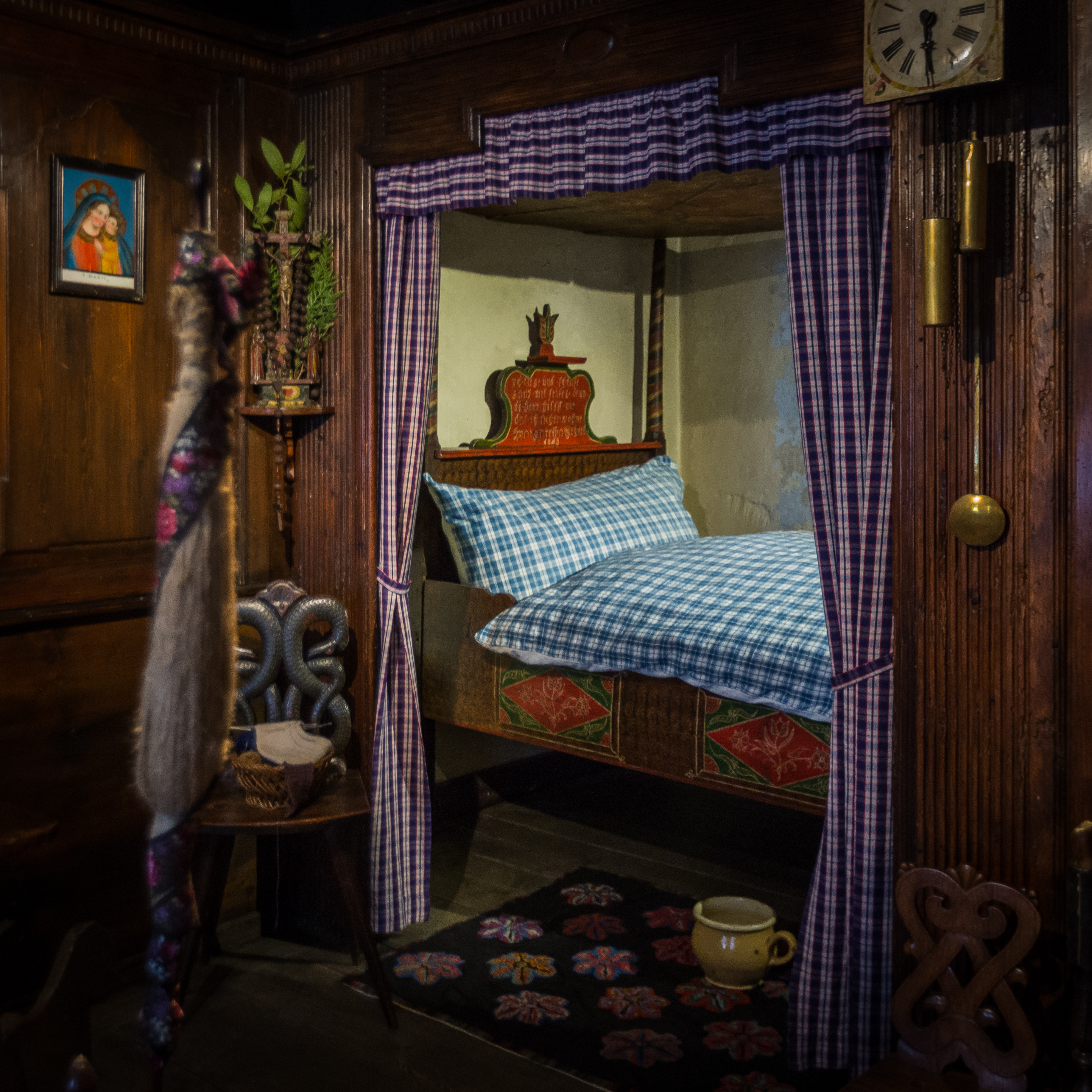
Boiserie d'alcôve - Musée alsacien
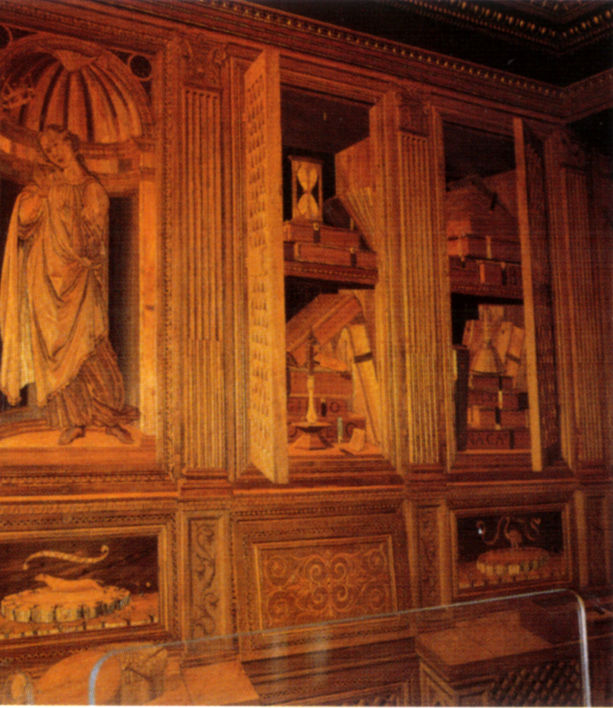
Marqueteries du studiolo de Frédéric III de Montefeltro.
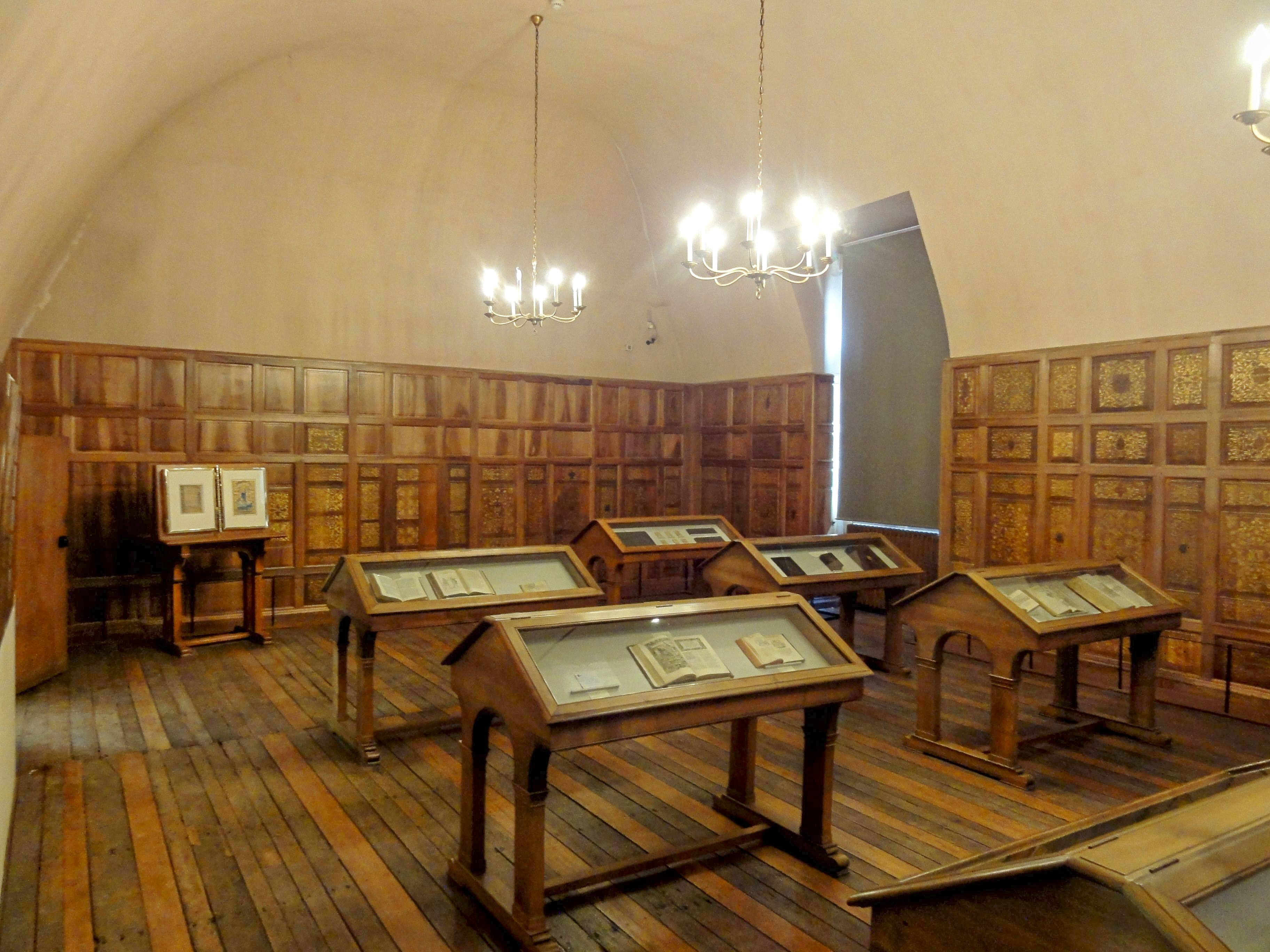
Château d'Écouen, bibliothèque du connétable

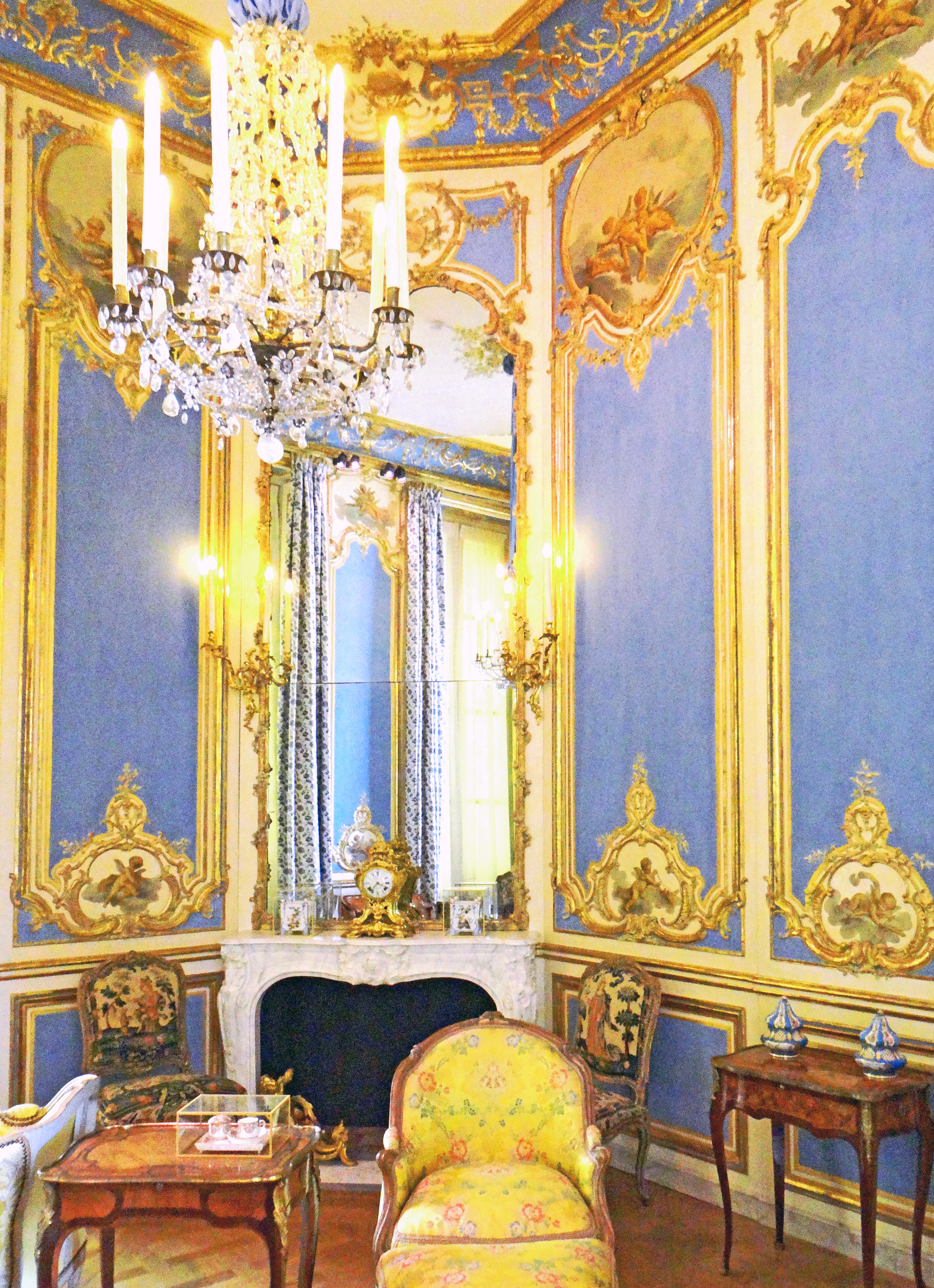
Lambris du cabinet de l'hôtel de Villemaré-Dangé. Musée du Louvre
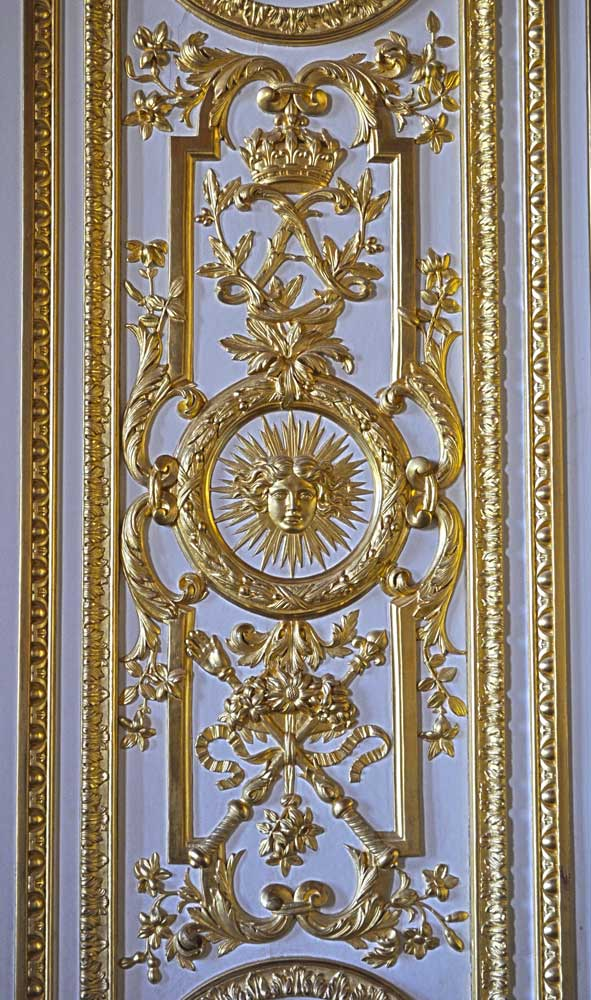
Panneau de boiserie sculpté et doré au monogramme de Louis XIV à Versailles
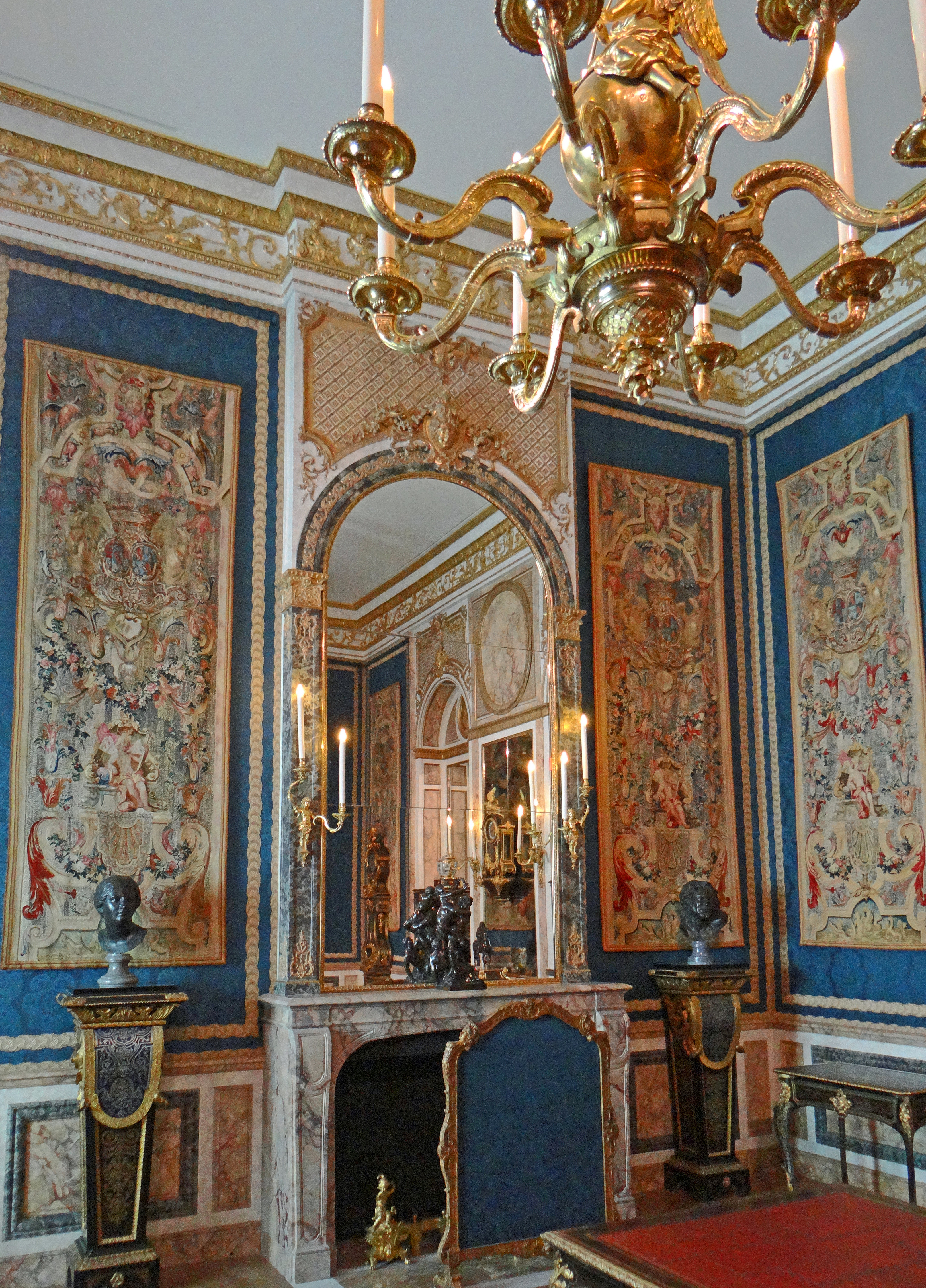
Hôtel Le Bas de Montargis. Boiseries. Musée du Louvre
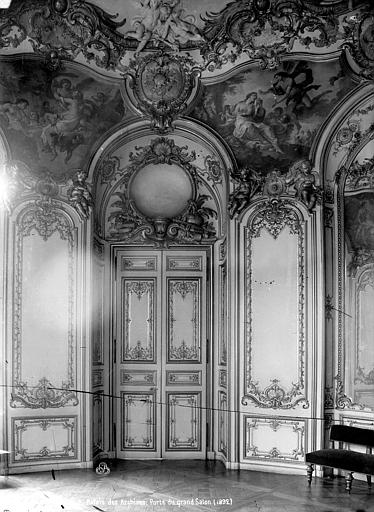
Hôtel de Soubise. Grand salon, Boiserie dans le style rococo
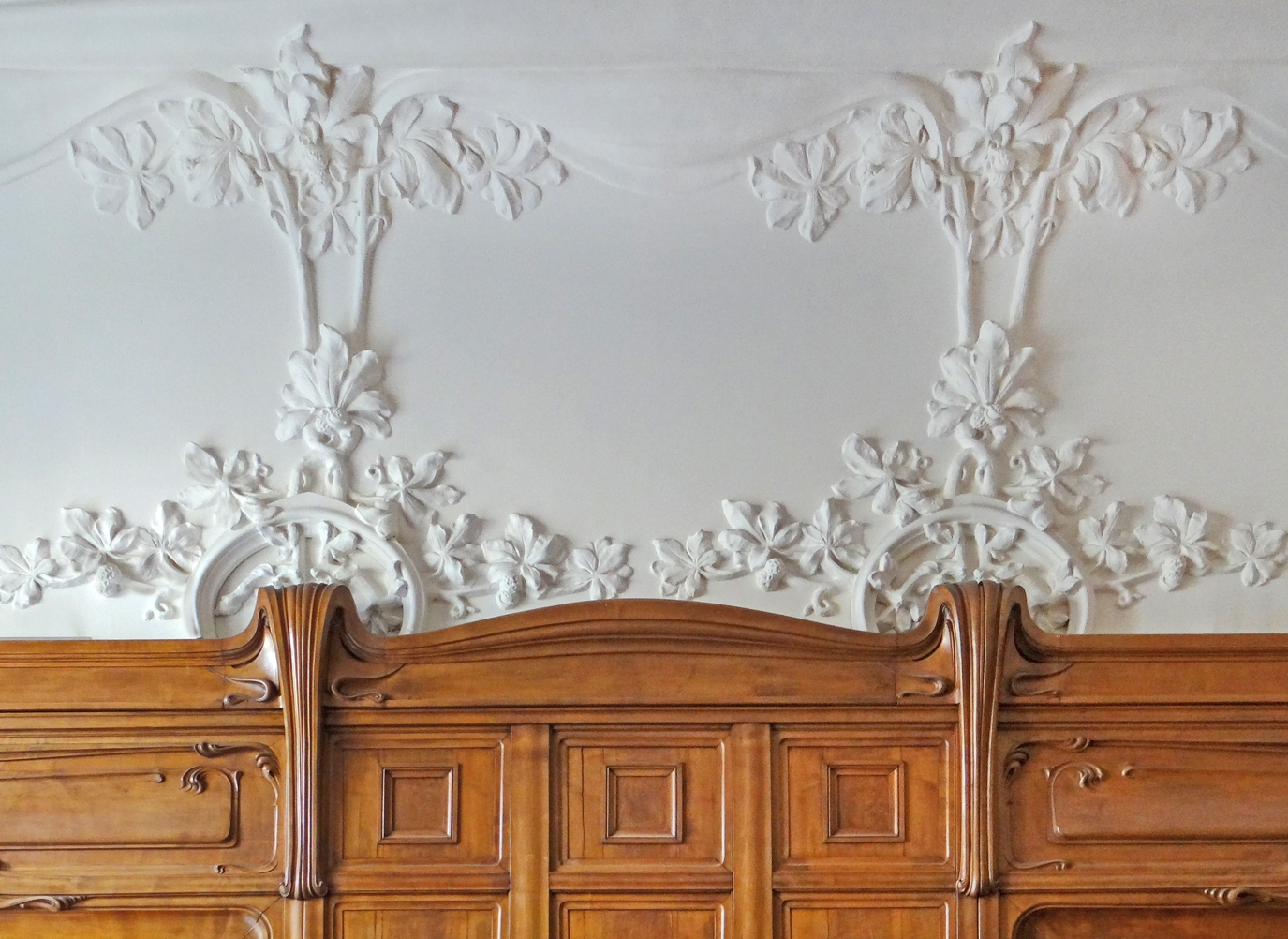
L'hôtel Château-Perrache

## Dans le monde arabe

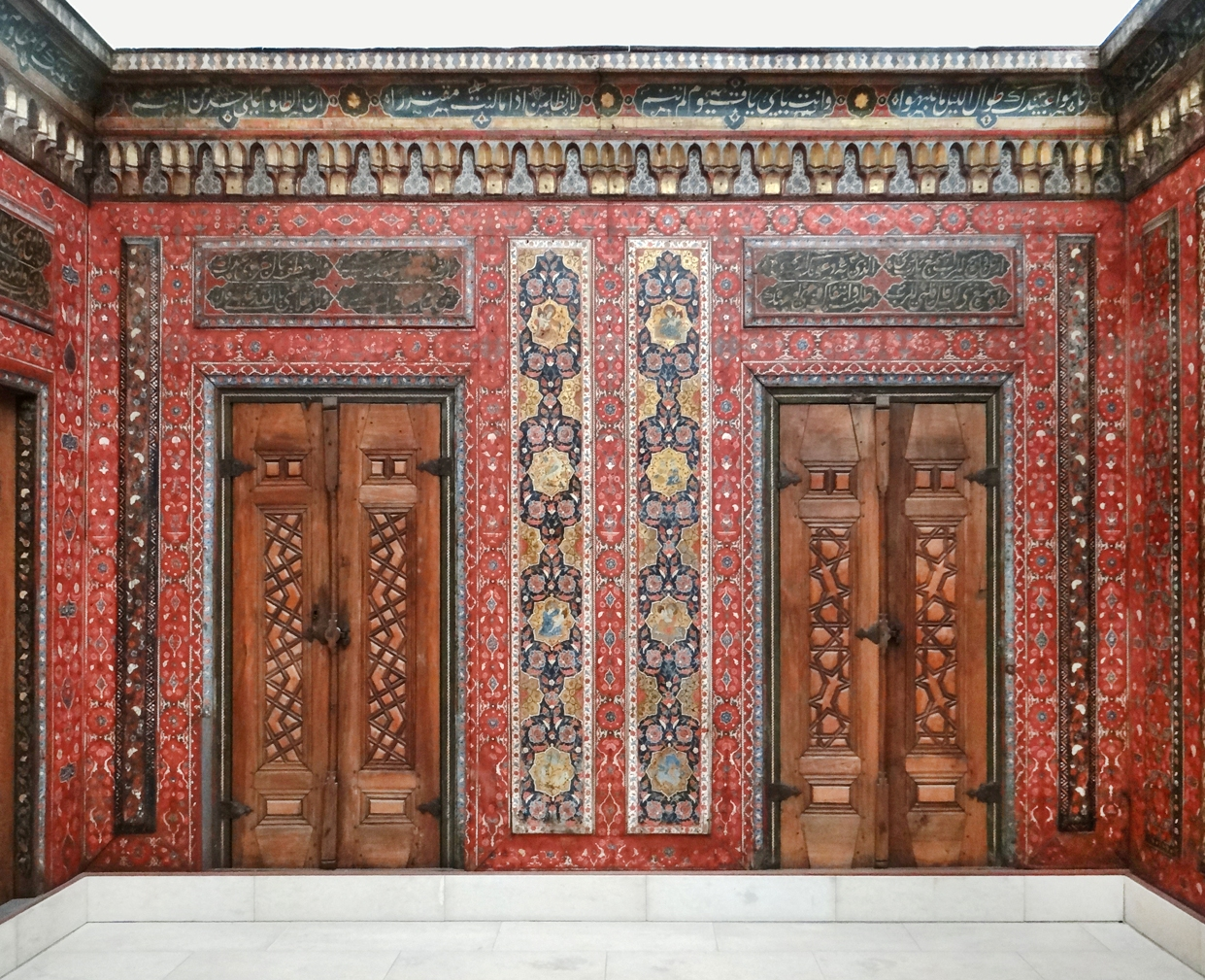
La Chambre d’Alep (musée d'art islamique de Berlin)
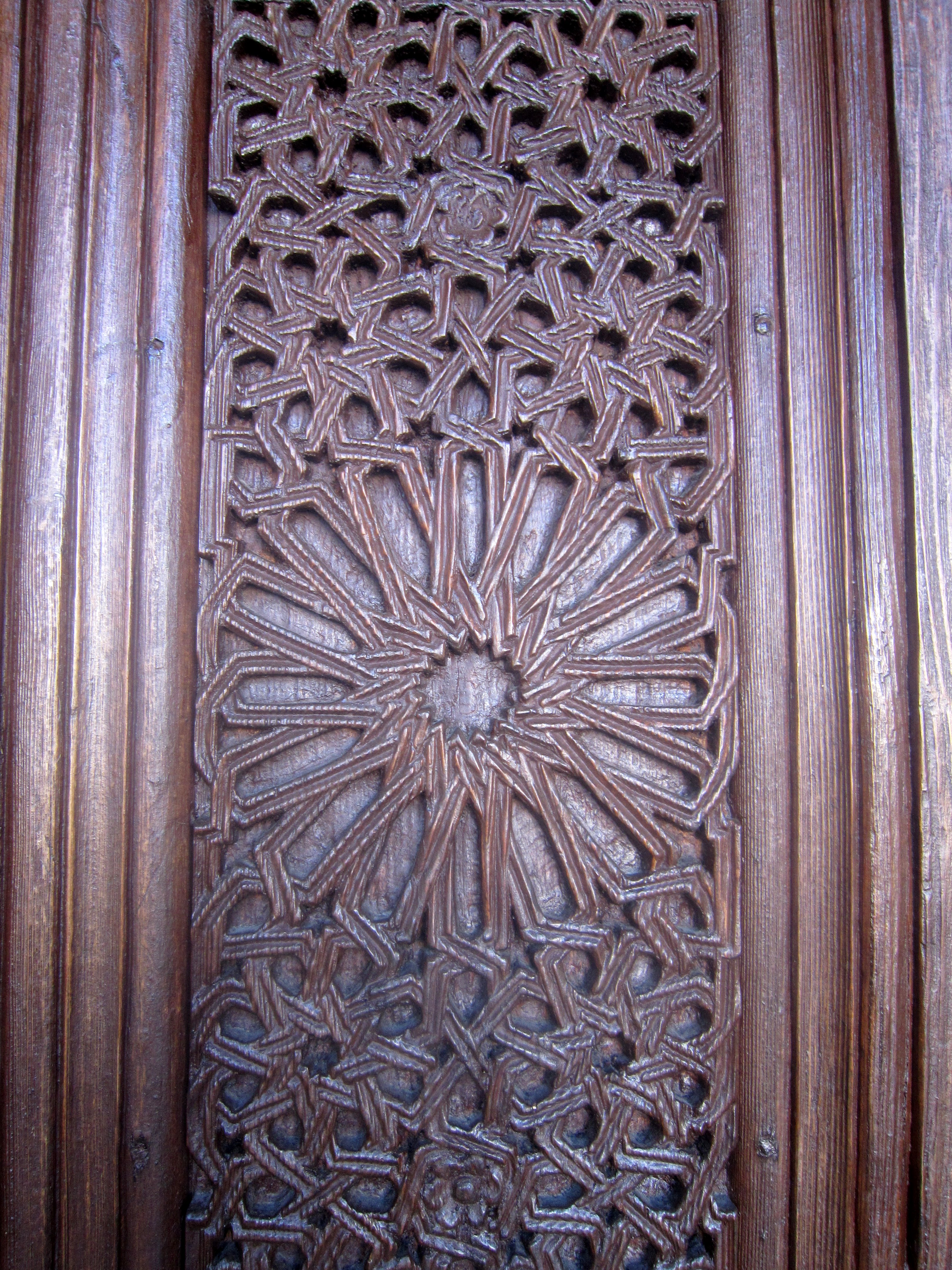
Panneau de la grande mosquée de Kairouan, Tunisie.

## Composition
Les boiseries sont principalement constituées par les lambris qui sont terminés en bas par une plinthe et en haut par une cimaise. Le lambris lui-même est un ouvrage d'assemblage constitué d'un bâti et d'un panneau qui s'y insère par embrèvement. Le bâti est constitué par les battants, pièces verticales qui reçoivent les traverses par assemblage à tenons et mortaises.